# Общество польских хирургов
Общество польских хирургов (пол. Towarzystwo Chirurgów Polskich) — польское научное общество, основанное в 1889 году. До 1921 года Общество действовало в форме ежегодных Съездов польских хирургов, имело постоянное правление, регулярно публиковало материалы съездов. Первым председателем Общества был доктор медицины, профессор Людвик Ридигер (1890—1920 гг.).
Согласно Уставу, целью Общества является распространение достижений науки среди хирургов и содействие их научной и практической деятельности; развитие профессиональных связей; представление польской хирургии в стране и за рубежом; помощь в повышении квалификации хирургов и молодых специалистов; защита и укрепление общественного здоровья.
В состав Общества входят 14 территориальных филиалов и 12 научных секций.
Общество издаёт научный журнал Polish Journal of Surgery, публикации которого затрагивают все направления современной хирургии.
Общество сотрудничает с различными международными медицинскими организациями и объединениями, является членом Европейской ассоциации эндоскопической хирургии (англ. European Association for Endoscopic Surgery).
Председателем Общества является доктор медицинских наук, профессор Marek Jackowski.
Актуальная информация о деятельности Общества публикуется на сайте www.tchp.pl Архивная копия от 23 мая 2020 на Wayback Machine.